# Temporada 1987-1988 del FC Barcelona
Les dades més destacades de la temporada 1987-1988 del Futbol Club Barcelona són les següents:

## Plantilla[1][2]
| President - Josep Lluís Núñez i Clemente Entrenador - Terry Venables - Luis Aragonés Porters - Andoni Zubizarreta - Francisco Javier Urruticoechea - Covelo | Defenses - Gerardo Miranda - Julio Alberto Moreno - Josep Moratalla - Migueli - Cristóbal Parralo - Salvador Garcia Puig - José Ramón Alexanko - Manolo - Esteve Fradera - Sergi López - Jordi Capella | Centrecampistes - Víctor Muñoz - Robert Fernández - Urbano Ortega - Bernd Schuster - Ramon Maria Calderé - Ángel Pedraza - Nayim - Jordi Vinyals | Davanters - Gary Lineker - Francisco José Carrasco - Paco Clos - Francisco López López - Vicente Amarilla - David Linde |

## Resultats
| PARTITS |
| --- |
| 6-8-1987 AMISTÓSS ANDORRA-BARCELONA 1-4 11-08-1987 AMISTÓS BARCELONA-BARCELONA ATLETIC 5-3 12-8-1987 TROFEU NARANJA FIORENTINA-BARCELONA 1-3 14-8-1987 TROFEU NARANJA VALENCIA-BARCELONA 0-1 15-08-87 AMISTÓS BARCELONA-MOLLERUSA 4-3 18-8-1987 GAMPER BARCELONA-PORTO 1-2 19-8-1987 GAMPER BARCELONA-AJAX AMSTERDAM 3-2 20-8-1987 AMISTÓS BARCELONA-SABADELL 5-3 22-8-1987 AMISTÓS BARCELONA-FIGUERES 1-0 24-8-1987 TROFEU CIUTAT D'ALACANT BARCELONA-HERCULES 6-0 30-8-1987 LLIGA LAS PALMAS-BARCELONA 1-2 6-9-1987 LLIGA BARCELONA-SEVILLA 1-2 9-9-1987 AMISTÓS BARCELONA-TORTOSA 4-0 12-9-1987 LLIGA ESPANYOL-BARCELONA 2-0 16-9-1987 COPA DE LA UEFA BARCELONA-OS BELENENSES LISBOA 2-0 20-9-1987 LLIGA BARCELONA-VALENCIA 0-1 26-9-1987 LLIGA ATHLETIC DE BILBAO-BARCELONA 1-0 30-9-1987 COPA DE LA UEFA OS BELENENSES LISBOA-BARCELONA 1-0 03-10-1987 LLIGA BARCELONA-ATLETICO DE MADRID 1-2 12-10-1987 AMISTÓS BARCELONA-FRAGA 0-1 18-10-1987 LLIGA SABADELL-BARCELONA 0-1 21-10-1987 COPA DE LA UEFA BARCELONA-DINAMO DE MOSCOU 2-0 25-10-1987 LLIGA BARCELONA-MALLORCA 2-2 1-11-1987 LLIGA LOGRONES-BARCELONA 0-1 4-11-1987 COPA DE LA UEFA DINAMO DE MOSCOU-BARCELONA 0-0 8-11-1987 LLIGA BARCELONA-CELTA 2-0 11-11-1987 COPA DEL REI BARCELONA-MURCIA 2-0 21-11-1987 LLIGA BETIS-BARCELONA 1-2 25-11-1987 COPA DE LA UEFA BARCELONA-FLAMURTARI VLORA 4-1 29-11-1987 LLIGA BARCELONA-CADIZ 3-1 2-12-1987 COPA DEL REI MURCIA-BARCELONA 0-3 6-12-1987 LLIGA BARCELONA-MURCIA 4-1 9-12-1987 COPA DE LA UEFA FLAMURTARI VLORA-BARCELONA 1-0 12-12-1987 LLIGA REAL SOCIEDAD-BARCELONA 4-1 16-12-1987 COPA DEL REI ESPANYOL-BARCELONA 1-3 20-12-1987 LLIGA BARCELONA-VALLADOLID 2-4 2-1-1988 LLIGA REAL MADRID-BARCELONA 2-1 6-1-1988 COPA DEL REI BARCELONA-ESPANYOL 1-0 9-1-1988 LLIGA BARCELONA-SPORTING 1-0 13-1-1988 COPA DEL REI CASTELLON-BARCELONA 1-1 17-1-1988 LLIGA ZARAGOZA-BARCELONA 1-1 20-1-1988 COPA DEL REI BARCELONA-CASTELLON 2-0 24-1-1988 LLIGA BARCELONA-OSASUNA 0-1 31-1-1988 LLIGA BARCELONA-LAS PALMAS 1-1 3-2-1988 COPA DEL REI OSASUNA-BARCELONA 0-0 7-2-1988 LLIGA SEVILLA-BARCELONA 1-1 10-2-1988 LLIGA BARCELONA-ESPANYOL 3-2 14-2-1988 LLIGA VALENCIA-BARCELONA 1-1 17-2-1988 COPA DEL REI BARCELONA-OSASUNA 3-0 20-2-1988 LLIGA BARCELONA-ATHLETIC DE BILBAO 1-2 27-2-1988 LLIGA ATLETICO DE MADRID-BARCELONA 0-2 02-3-1988 COPA DE LA UEFA BAYER LEVERKUSEN-BARCELONA 0-0 6-3-1988 LLIGA BARCELONA-SABADELL 0-0 9-3-1988 LLIGA MALLORCA-BARCELONA 1-0 12-3-1988 LLIGA BARCELONA-LOGRONES 2-1 16-3-1988 COPA DE LA UEFA BARCELONA-BAYER LEVERKUSEN 0-1 20-3-1988 LLIGA CELTA DE VIGO-BARCELONA 3-1 26-3-1988 LLIGA BARCELONA-BETIS 0-1 30-3-1988 COPA DEL REI BARCELONA-REAL SOCIEDAD 1-0 3-4-1988 LLIGA CADIZ-BARCELONA 0-2 10-4-1988 LLIGA MURCIA-BARCELONA 0-0 17-4-1988 LLIGA BARCELONA-REAL SOCIEDAD 2-0 24-4-1988 LLIGA VALLADOLID-BARCELONA 1-1 30-4-1988 LLIGA BARCELONA-REAL MADRID 2-0 8-5-1988 LLIGA SPORTING DE GIJON-BARCELONA 1-0 14-5-1988 LLIGA BARCELONA-ZARAGOZA 4-2 22-5-1988 LLIGA OSASUNA-BARCELONA 1-1 27-5-1988 Copa Ciudad de Guayaquil BARCELONA-BARCELONA DE GUAYAQUIL 1-2 29-5-1988 Copa Ciudad de Guayaquil BARCELONA-PENAROL 4-0 |